# Túneles ferroviarios Atocha-Chamartín
Los túneles ferroviarios Atocha-Chamartín (coloquialmente conocidos como Túneles de la risa, por el apodo –en singular– que recibió el primero de ellos) son unos túneles ferroviarios de Madrid (España) que, con orientación sur-norte, unen las estaciones de Atocha (cabecera sur) y Chamartín (cabecera norte), las más importantes de la capital en cuanto a número de viajeros.
La conexión consta actualmente de dos túneles en servicio con dos vías de ancho ibérico cada uno y un tercero en ancho internacional que entró en servicio el 1 de julio de 2022 y forma parte de la línea de alta velocidad Este. El conocido como «Túnel de la risa», pasando por la estación de Recoletos y bajo el paseo de la Castellana, es el túnel original. El segundo túnel en servicio se encuentra al oeste del primero, pasando por la estación de Sol, y el de alta velocidad, al este.

## Origen del nombre
Recibe el nombre de túnel (también tubo) de la risa por la similitud que presentaba con una atracción de feria, muy popular en la época de la construcción, llamada «tubo de la risa». Consistía en un tubo que había que atravesar mientras giraba alrededor del eje longitudinal del mismo. La prensa de la época contraria al gobierno se mofaba de la nueva construcción, con lo que la bautizó con ese nombre, el cual perduró durante varias décadas.

## Túneles

### Primer túnel (1967): Túnel central
El túnel de 7 km fue proyectado durante la etapa de Indalecio Prieto al frente del Ministerio de Fomento (1933) al tiempo que se diseñaba la estación de Chamartín como alternativa a la estación del Norte, aunque debido a la llegada de la Guerra Civil y la subsiguiente crisis económica, no fue inaugurado hasta 1967.

El túnel proyectado discurría bajo el paseo del Prado, el paseo de Recoletos, donde estaba proyectada la estación de Recoletos, que diera servicio al centro de Madrid, el paseo de la Castellana, donde estaba proyectada la estación de Nuevos Ministerios en un área financiera en desarrollo y finalmente se separa del eje del paseo de la Castellana y bajo diferentes calles del distrito de Chamartín llega al antiguo pueblo de Chamartín de la Rosa, donde sale a la superficie y llega a la nueva estación de Chamartín. A su paso por Nuevos Ministerios, el túnel transcurre por debajo de la plaza del edificio ministerial, donde se encuentra la estación, y por debajo del complejo AZCA, en concreto bajo la Torre del Banco de Bilbao, la cual tuvo que realizar una cimentación especial en los laterales del túnel. También tiene un tramo bajo el estadio Santiago Bernabéu al que atraviesa de sur a norte bajo el terreno de juego y las gradas.

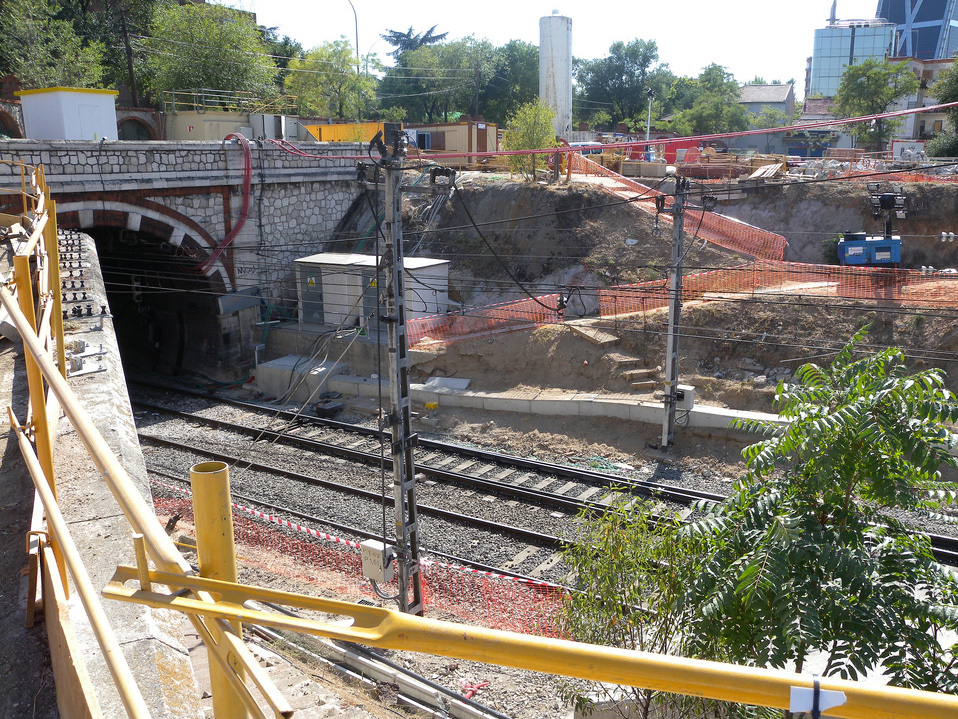
Cabecera norte del primer Túnel de la risa, en la estación de Chamartín

Su apertura coincidió con la inauguración de la estación de Chamartín y los enlaces ferroviarios de esta última con la línea Madrid-Zaragoza y la Línea Imperial o General del Norte (Madrid-Irún), y un año después fue inaugurado el ferrocarril directo Madrid-Burgos.
Con la creación de la red de Cercanías Madrid, este túnel acogió al principio los tráficos de cuatro líneas creadas: C-1, C-2, C-8a y C-8b, aumentando año tras año el volumen de trenes que por él circulan, que alcanzan frecuencias de paso similares a una línea de metro. En la actualidad circulan las líneas C-2, C-7, C-8 y C-10, además de algunos trenes de Media Distancia regionales y de largo recorrido.

### Segundo túnel (2008): Túnel oeste
Para resolver el problema de la capacidad limitada del túnel, así como la masificación de la línea C1 de Cercanías de Madrid, en 2004 comenzaron las obras para construir un segundo túnel de 7,5 km, situado al oeste del anterior. Este nuevo túnel fue inaugurado el 9 de julio de 2008 y presta servicio comercial desde el 11 de julio.
El proyecto del túnel contemplaba tres estaciones intermedias: Sol-Gran Vía (en pleno centro de Madrid), Alonso Martínez y Nuevos Ministerios. La nueva estación de Sol no abrió hasta 2009 (un año después que el propio túnel, y sin acceso a la Gran Vía hasta 2021), en tanto que la estación de Alonso Martínez se encuentra actualmente en punto muerto a falta de un acuerdo entre administraciones para iniciar la obra.
La longitud del túnel oeste es de 7,5 km, si bien la distancia total de la nueva infraestructura es de 8,254 km. Tiene la particularidad de utilizar vía en placa embutida, lo cual sólo tiene precedentes en toda España en la estación de Atocha, así como en el túnel de entrada a la estación de Alcobendas-San Sebastián de los Reyes. Incluye diecisiete pozos de ventilación, así como trece salidas de emergencia (situadas cada 600 m). Como medidas de seguridad, está dotado con el sistema ASFA 200, así como ERMTS en sus niveles 1 y 2 (por primera vez en unas líneas de Cercanías). 
En la actualidad, se encuentra en servicio tan solo el ERMTS Nivel 1, dado que el ERMTS en su nivel 2 presenta problemas de fiabilidad al producirse interferencias entre el GSM-R con las antenas de telefonía instaladas en el túnel. Con la entrada en funcionamiento del ERMTS Nivel 2 una vez Renfe y Adif solucionen los problemas de fiabilidad, se producirá un aumento de las frecuencias con un mayor nivel de seguridad y robustez frente a retrasos.
Por el nuevo túnel circulan los trenes de Cercanías de las líneas C-3 y C-4 lo cual supone un ahorro entre 8 y 9 minutos para los viajeros procedentes de Aranjuez o Parla con destino el centro de Madrid. También circulan algunos trenes de largo recorrido o Media Distancia.
Cuando estén todas las estaciones intermedias en servicio se asegurará la correspondencia con las líneas 1, 2, 3, 4, 5, 6, 8 y 10 de Metro de Madrid.

### Tercer túnel (2022): Túnel este

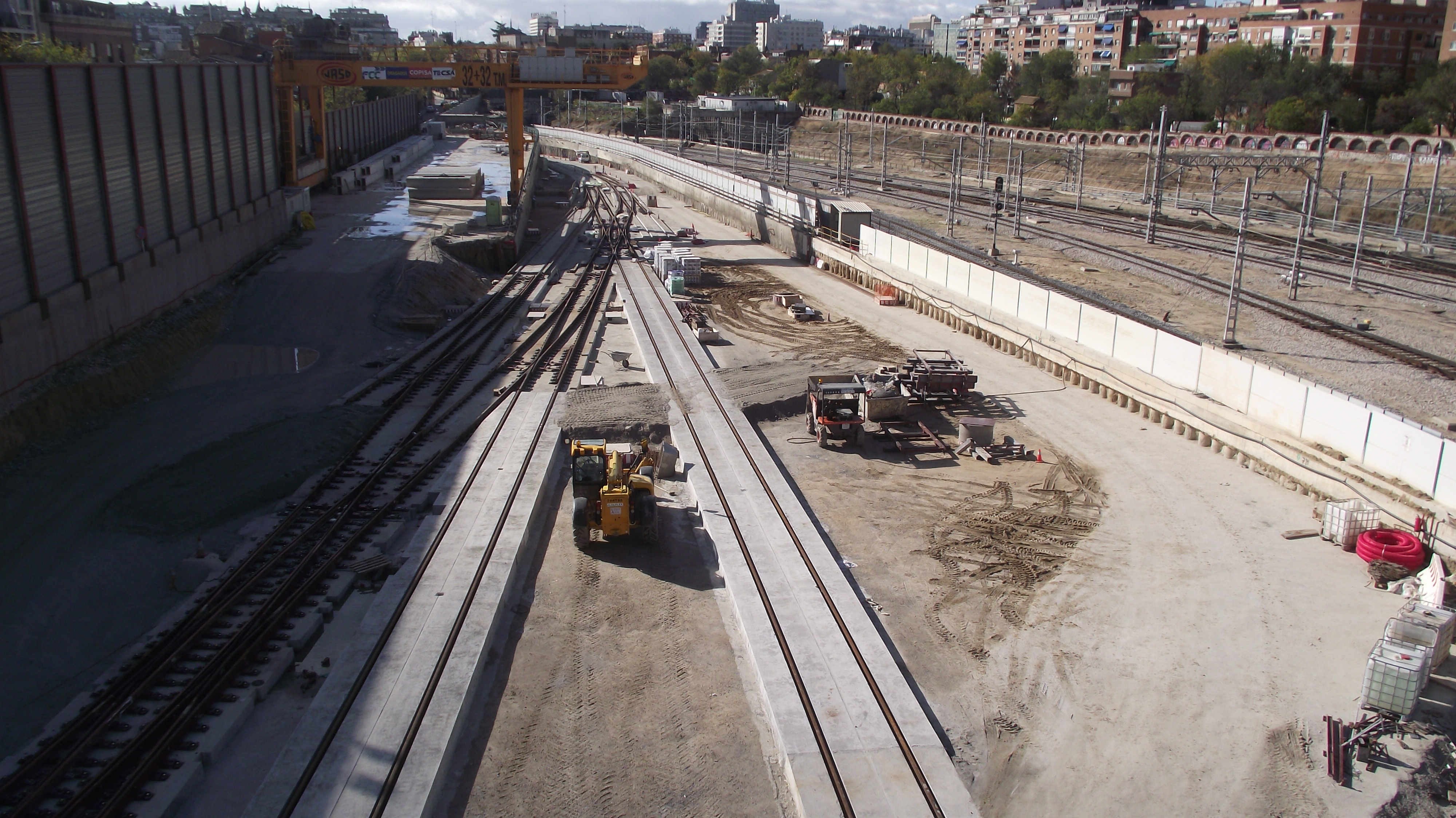
Inicio del túnel en la estación de Chamartín

Este tercer túnel se comenzó a horadar el 24 de abril de 2010 y la perforación del mismo concluyó el 11 de febrero de 2011, tiene una longitud de 7,31 km, de los cuales 6,8 han sido perforados por la tuneladora Gran Vía (125,6 m de longitud, 2200 toneladas de peso, y una previsión de excavación de 20 m/día). Su inauguración, originalmente prevista para finales de 2013, se retrasó, aunque su construcción se concluyó en 2011, debido a los recortes de Fomento con motivo de la crisis hasta 2022, ya que las pruebas de seguridad se alargaron en el tiempo al conllevar una tecnología de señalización muy complicada. Finalmente, el 1 de julio de 2022 entró en servicio.El túnel como tal costó unos 340 millones de euros.
El túnel es una prolongación de la Línea de Alta Velocidad Madrid-Levante por el subsuelo de Madrid desde las inmediaciones de la estación de Puerta de Atocha hasta la estación de Chamartín, de ahí que se apode «Chato» (contracción de ambos nombres). Su profundidad media es de 45 m y discurre bajo la plaza del Emperador Carlos V, el Real Jardín Botánico y las calles de Alfonso XII y Serrano. Este túnel también ha sido apodado con el nombre de «Jardín Botánico», puesto que discurre por debajo del mismo, y cuyo nombre se puede encontrar en el cartel en el lado de Atocha antes de la entrada.
Al contrario que los otros dos túneles, no se instalaron vías de ancho ibérico sino vías de ancho internacional, el ancho que emplean los trenes de alta velocidad. La intención era unir las líneas de alta velocidad de España, puesto que la mitad de ellas finalizaban en Puerta de Atocha y la otra mitad en Chamartín, impidiendo que un tren de alta velocidad pudiera cruzar la Península sin cambiar de ancho de vía. No obstante, la estación de Puerta de Atocha tuvo que recibir una ampliación para poder dotar de andenes a las nuevas vías que corresponderían con el túnel. Las obras de ampliación se adjudicaron en 2024.Sin esta ampliación los trenes que usen el túnel sólo pueden hacer parada en Chamartín.
El 19 de octubre de 2024 un tren de la serie 114 de Renfe que estaba siendo remolcado sin pasajeros durante una maniobra se desenganchó y quedó a la deriva dentro del túnel. Debido a la pendiente entre Chamartín y Atocha el tren ganó velocidad hasta finalmente descarrilar cerca de la estación de Atocha en un cambio de agujas. El descarrilamiento fue provocado intencionalmente por un responsable de circulación de Adif. El accidente supuso grandes afecciones a las circulaciones de alta velocidad de ese día y los siguientes. Si bien si no hubo víctimas, de no haber descarrilado el tren pudo haber colisionado con un Iryo que le precedía en servicio comercial.

## Características
|               | Inauguración | Longitud | Electrificación | Ancho de vía                  | Estaciones                                                      | Servicios ferroviarios                                                     |
| ------------- | ------------ | -------- | --------------- | ----------------------------- | --------------------------------------------------------------- | -------------------------------------------------------------------------- |
| Túnel central | 1967         | 7 km     | 3 kVcc          | 1668 mm (ancho ibérico)       | - Chamartín - Nuevos Ministerios - Recoletos - Atocha Cercanías | - Cercanías: C-1, C-2, C-7, C-8 y C-10 - Media distancia - Larga distancia |
| Túnel oeste   | 2008         | 7,5 km   | 3 kVcc          | 1668 mm (ancho ibérico)       | - Chamartín - Nuevos Ministerios - Sol - Atocha Cercanías       | - Cercanías: C-3 y C-4 - Media distancia - Larga distancia                 |
| Túnel este    | 2022         | 7,8 km   | 25 kVca         | 1435 mm (ancho internacional) | - Chamartín - Puerta de Atocha (proyectado)                     | - Larga distancia                                                          |

## Circulación
En la actualidad, los dos túneles con vías de ancho ibérico son recorridos exclusivamente por trenes de viajeros, por una parte de cercanías o regionales cadenciados que efectúan parada en todas las estaciones, con intervalos de paso entre trenes similares a los de una línea de metro, y por otra trenes de Media Distancia y largo recorrido con origen en Chamartín y destinos meridionales o largo recorrido norte-sur y sur-norte.

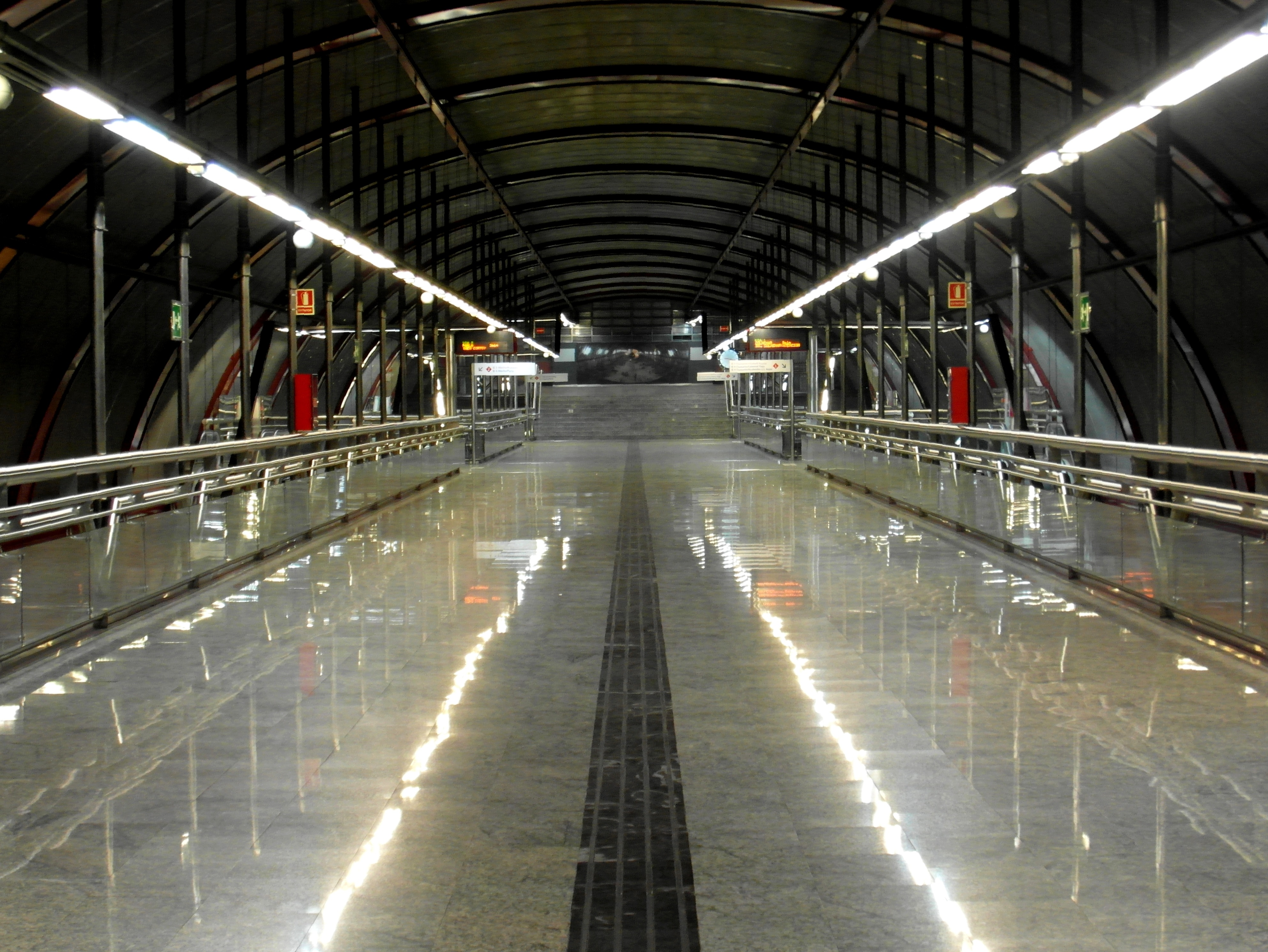
Estación de Sol en las líneas C3 y C4 de Cercanías Madrid

### Cercanías
Por el túnel central circulan las líneas C2, C7, C8 y C10 de Cercanías Madrid, y por el túnel oeste, más nuevo, las líneas C3 y C4. Los trenes realizan parada en todas las estaciones. Con estas líneas se llega a muchas circulaciones en ambos túneles, con una frecuencia similar a la de una línea de metro.

### Media distancia
A excepción de los regionales cadenciados, que siempre circulan por el túnel central y efectúan parada en Recoletos y Nuevos Ministerios, los demás pueden circular alternativamente por un túnel u otro según las necesidades de regulación en el puesto de mando. Los regionales que utilizan los túneles tienen como destino Ávila, Segovia, Badajoz, Albacete y Jaén.

### Largo recorrido
Circulan alternativamente por el túnel central o el túnel oeste según las necesidades de regulación en el puesto de mando, y no realizan parada en las estaciones del túnel. La gran mayoría suelen circular por el túnel oeste.
Los trenes de larga distancia con destino Almería (Talgo), Murcia y Cartagena (Altaria) y Extremadura (Alvia) parten de la estación de Chamartín y atraviesan los túneles convencionales para realizar paradas en Atocha-Cercanías.
También utilizaban los túneles los trenes Alvia transversales que parten de Alicante y llegan a La Coruña, Pontevedra, Gijón y Santander. Estos transversales llegan y parten de Madrid por líneas de alta velocidad de ancho internacional, por lo que necesitaban realizar un cambio de ancho tanto en Atocha como en Chamartín para utilizar los túneles actuales.
Actualmente utilizan el nuevo túnel de Alta velocidad entre Atocha y Chamartín, recortando en 20 minutos el tiempo de paso por Madrid, aparte de eliminar la necesidad de los cambiadores de ancho.
El tercer túnel une las líneas de alta velocidad que llegan a Atocha (Madrid-Sevilla y Madrid-Levante) con la línea de alta velocidad Madrid-Segovia-Valladolid, por la que parten todos los trenes hacia el norte de España. Así, este túnel permite continuidad de forma ininterrumpida en ancho internacional desde Atocha hasta Chamartín, y por tanto hacia el noroeste peninsular. Una gran parte de los servicios de alta velocidad que unen Valencia, Alicante y Murcia con Madrid-Puerta de Atocha fueron desviados hacia la estación de Chamartín a través de dicho túnel debido a las obras de ampliación de la estación de Atocha, que se llevarán a cabo una vez finalicen las obras de Chamartín que consisten en la reforma de las vías 14 y 15 para Alta velocidad y construcción de 4 nuevas vías numeradas entre la 22 y la 25, también para Alta velocidad.